# LOOK UP TO THE SKY
「LOOK UP TO THE SKY」（ルック・アップ・トゥ・ザ・スカイ）は、荻野目洋子の36枚目のシングル。1997年3月21日にビクターエンタテインメントよりリリースされた。

## 解説
- 作曲はMONDO GROSSOの大沢伸一。荻野目がカメラマンの平間至（大沢伸一のツアーに同行していた）からMONDO GROSSOのCDを聴かせてもらったことがあり、その時「このグルーヴ感に入り込んでみたい」と思ったことがきっかけであったとコメントしている。（25周年記念BOXブックレットにて）
- 作詞はUA。荻野目が会った時、UAは妊娠していた時期である。
- 1996年は特にリリースがなく、前作「明日は晴れる!」から約1年半ぶりの新曲であった。

## 収録曲
1. LOOK UP TO THE SKY
  - 作詞：UA / 作曲・編曲：SHINICHI OSAWA(MONDO GROSSO)
2. NATURAL WOMAN
  - 作詞・作曲・編曲：MONDAY満ちる
3. LOOK UP TO THE SKY（Instrumental）